# Okres Monor
Okres Monor (maďarsky Monori járás) je jedním z osmnácti okresů maďarské župy Pest. Jeho centrem je město Monor.

## Sídla
V okrese se nachází celkem 12 měst a obcí.
Města
- Gyömrő
- Monor
- Pilis

Obce
- Bénye
- Csévharaszt
- Gomba
- Káva
- Monorierdő
- Péteri
- Vasad